# اختلال شخصیت نمایشی
اختلال شخصیت نمایشی (به انگلیسی: Histrionic personality disorder) یا اچ‌پی‌دی (به انگلیسی: HPD) توسط انجمن روان‌پزشکی آمریکا به عنوان یک اختلال شخصیت تعریف شده است که با الگویی از رفتارهای بیش از حد توجه‌خواهی، معمولاً از اوایل بزرگسالی شروع می‌شود، از جمله اغواگری نامناسب و میل بیش از حد به تأیید، مشخص می‌شود. گفته می‌شود افرادی که به این اختلال تشخیص داده شده‌اند، پر جنب و جوش، نمایشی، پرشور، هیجان‌انگیز، برون‌گرا و لاس‌زننده هستند.
اچ‌پی‌دی در خوشه نمایشی اختلالات شخصیت، همچنین به عنوان خوشه بی شناخته می‌شود، قرار دارد. افراد مبتلا به اچ‌پی‌دی میل شدیدی به توجه دارند، ظاهرهای بلند و نامناسب دارند، رفتارها و احساسات خود را اغراق می‌کنند و تشنه تحریک هستند. آنها اغلب رفتارهای تحریک‌آمیز جنسی فراگیر و مداوم از خود نشان می‌دهند، احساسات قوی را با سبکی تاثیرگذار بیان می‌کنند و می‌توانند به راحتی تحت تأثیر دیگران قرار بگیرند. ویژگی‌های مرتبط شامل خودمحوری، هدونیسم، اشتیاق مداوم برای قدردانی و رفتارهای مداوم دستکاری برای رسیدن به خواسته‌های خود است.

## علائم و نشانه‌ها
افرادی که به اچ‌پی‌دی تشخیص داده شده‌اند، ممکن است نمایشی باشند. آنها اغلب نمی‌توانند وضعیت شخصی خود را به طور واقع‌بینانه ببینند، در عوض مشکلات خود را نمایشی و اغراق‌آمیز می‌کنند. بیماران مبتلا به این اختلال می‌توانند احساسات به سرعت متغیر و توانایی کاهش یافته‌ای برای تشخیص احساسات دیگران داشته باشند. احساسات آنها ممکن است در نظر دیگران سطحی یا اغراق‌آمیز به نظر برسد. این اختلال با برون‌گرایی، تحمل کمتر برای ناامیدی یا خشنودی سپرده شده، و گشودگی به تجربیات جدید مرتبط است. افراد مبتلا به اچ‌پی‌دی ممکن است اعتماد به نفس کمی داشته باشند و اغلب خودشیفته به نظر برسند.
تحقیقات همچنین نشان داده است که افرادی با شخصیت نمایشی میل بیشتری به تأیید و اطمینان اجتماعی دارند و دائماً آن را جستجو می‌کنند، که باعث می‌شود افراد مبتلا به اچ‌پی‌دی بیشتر در معرض اعتیاد به رسانه‌های اجتماعی قرار بگیرند. افراد مبتلا به این اختلال اغلب حساسیت بیش از حد به انتقاد یا عدم تأیید نشان می‌دهند. آنها سخت کار می‌کنند تا دیگران توجه خود را به آنها جلب کنند، احتمالاً به عنوان یک روش برای آزمایش ثبات روابط. آنها ممکن است از موقعیت‌هایی که می‌توانند مرکز توجه باشند لذت ببرند و ممکن است زمانی که مردم به آنها توجه نمی‌کنند احساس ناراحتی کنند. پوشیدن لباس‌های چشمگیر، امتحان کردن اصلاح بدن، و جعل شرایط پزشکی برای جلب توجه دیگران، رایج است. آنها ممکن است به طور نامناسب تحریک‌آمیز جنسی، لاس‌زننده، یا استثمارگر باشند. پیامک جنسی و بدن‌نمایی نیز از رفتارهایی هستند که افراد مبتلا به این بیماری گاهی از خود نشان می‌دهند. برخی از افراد با ویژگی‌ها یا اختلال شخصیت نمایشی، تکنیک اغواگری خود را با افزایش سن به سبک والدین تغییر می‌دهند. افراد مبتلا به این عارضه می‌توانند سبک گفتار امپرسیونیستی و نامشخصی داشته باشند.
با وجود این ویژگی‌ها، آنها می‌توانند به شخصیت خود افتخار کنند و ممکن است تمایلی برای تغییر نداشته باشند و هر تغییری را به عنوان یک تهدید تلقی کنند. حتی ممکن است شکست‌ها یا ناامیدی‌های شخصی خود را به گردن دیگران بیندازند.

## تشخیص
بیماران مبتلا به اختلال شخصیت نمایشی در مصاحبه، کلاً همکاری خوبی دارند و مشتاق‌اند که تاریخچه خود را با جزئیات کامل ارائه دهند. در صحبت کردن آن‌ها، ژست‌ها و تاکیدها و مکث‌های نمایشی شایع است. لغزش‌های زبانی در گفتار آن‌ها زیاد است و زبانی پر زرق‌وبرق و پر رنگ‌ولعاب دارند. اظهار نظرهای عاطفی در آن‌ها شایع است، اما اگر مجبورشان کنید که وجود احساس خاصی (مثل خشم، اندوه، و خواسته‌های جنسی) را در خود قبول کنند ابراز تعجب، نارضایتی یا انکار می‌کنند. از معاینه شناختی آن‌ها معمولاً نتایج طبیعی بدست می‌آید، جز اینکه در تکالیف مربوط به تمرکز یا ریاضیات ممکن است پافشاری نشان ندهند و با کمال تعجب، موضوعات عاطفی را هم خیلی زود از یاد می‌برند.

## ملاک‌های DSM-IV-TR در مورد اختلال شخصیت نمایشی
احساساتی بودن و توجه طلبی مفرط به صورت الگویی نافذ و فراگیر که از اوایل بزرگسالی شروع شده باشد و در زمینه‌های مختلف تظاهر یابد، که علامتش وجود لااقل پنج تا از موارد زیر است:
1. در موقعیت‌هایی که مرکز توجه نیست، ناراحت باشد و در رنج و مشقت به سر برد.
2. مشخصه تعاملش با دیگران، رفتار نامتناسب به صورت اغواگری جنسی یا تحریک‌کنندگی جنسی باشد.
3. ابراز احساساتش به سرعت تغییر کند و سطحی باشد.
4. همواره از ظاهر جسمی خود برای جلب توجه دیگران استفاده کند.
5. سبک تکلمش به نحوه افراطی مبتنی بر حدس و گمان و فاقد جزئیات باشد.
6. خود نما و نمایشی باشد و در ابراز احساسات مبالغه کند.
7. القا پذیر باشد، یعنی به راحتی تحت تأثیر افراد یا موقعیت‌ها قرار گیرد.
8. روابط را خودمانی تر از آنچه واقعاً هستند، بپندارد.[۲۸]

## خصایص بالینی
بیماران مبتلا به اختلال شخصیت نمایشی، رفتار توجه طلبانه بسیار زیادی از خود نشان می‌دهند. آن‌ها در افکار و احساسات خود اغلب مبالغه می‌کنند و هر چیز ساده‌ای را مهم‌تر از آنچه در واقع هست، جلوه می‌دهند. اگر کانون توجه واقع نشوند یا تحسین و تأیید نشوند، تندخو می‌شوند، می‌زنند زیر گریه، و دیگران را ملامت می‌کنند و به آن‌ها افتراهای ناروا می‌زنند.
رفتار اغواگرانه در این گونه بیماران، از هر جنسی که باشند، شایع است. پرداختن به تخیلات جنسی در مورد افرادی که با آن‌ها رابطه دارند، در این افراد شایع است، منتها این تخیلات را همیشه بر زبان نمی‌آورند و به عوض این که از نظر جنسی پرخاشگر باشند، عشوه‌گر و اهل لاس زدن هستند. این بیماران ممکن است به کژکاری روانی-جنسی مبتلا باشند: زن‌های نمایشی ممکن است آنورگاسمی داشته باشند و مردهای نمایشی هم ممکن است دچار ناتوانی جنسی باشند. برای آنکه مطمئن شوند نزد جنس مخالف جاذبه دارند، ممکن است تکانه‌های جنسی خود را به عمل درآورند. نیاز آن‌ها به مطمئن ساختن خود تمامی ندارد، با این حال، روابط آن‌ها اغلب سطحی است و ممکن است افرادی مغرور، غرق در خود و دمدمی مزاج باشند. نیازهای بسیار شدید آن‌ها به وابستگی باعث می‌شود که زود به هر کس اعتماد کنند و خیلی راحت می‌توان فریبشان داد.
دفاع‌های عمده بیماران دچار اختلال شخصیت نمایشی، واپس‌زنی و تجزیه است. در نتیجه دفاع اول از فهم احساسات واقعی خود عاجزاند و در نتیجه دفاع دوم، نمی‌توانند انگیزه‌های خود را توضیح دهند. این افراد اگر تحت فشار روانی قرار گیرند، حس واقعیت سنجی‌شان به راحتی مختل می‌شود.

## تشخیص افتراقی
افتراق نهادن میان اختلال شخصیت نمایشی و اختلال شخصیت مرزی، دشوار است. البته اقدام به خودکشی، ابهام در هویت، و حملات گذرای روانپریشی، در اختلال شخصیت مرزی محتمل‌تر است. اگرچه می‌شود در یک بیمار هر دو تشخیص مذکور را هم مطرح کرد، اما بالینگر باید بتواند این دو را از هم تفکیک کند. اختلال جسمانی‌سازی یا سندروم بریکه نیز ممکن است هم‌زمان با اختلال شخصیت نمایشی پیدا شود. برای بیماران مبتلا به اختلال روانپریشی گذرا و اختلالات تجزیه‌ای، می‌شود تشخیص اختلال شخصیت نمایشی را نیز هم‌زمان مطرح کرد.

## سیر و پیش‌آگاهی
با بالا رفتن سن علائم کمتری در بیماران مبتلا به اختلال شخصیت نمایشی دیده می‌شود، اما از آنجا که انرژی این بیماران نیز با افزایش سن کمتر می‌شود، تفاوتی که در علائم آن‌ها دیده می‌شود، ممکن است ظاهری باشد و نه واقعی. این بیماران، افرادی هیجان‌طلب هستند و ممکن است با قانون درگیر شوند و به سوء مصرف مواد روی آورند، یا لاابالی‌گری کنند.

## درمان

### روان‌درمانی
بیماران دچار اختلال شخصیت نمایشی اغلب از احساسات واقعی خود بی‌خبرند؛ لذا تبیین احساسات درونی آن‌ها فرایند درمانی مهمی است. روان‌درمانی مبتنی بر روانکاوی، چه به صورت گروهی و چه به صورت فردی، شاید درمان انتخابی اختلال شخصیت نمایشی باشد.
طرحواره درمانی برای درمان اختلال شخصیت نمایشی کاربرد دارد. این درمان نیاز به حداقل ۱۸ ماه و حداکثر ۳۶ ماه جلسات درمانی هفتگی دارد. این درمان توسط یانگ طراحی شده‌است. اصلاح الگوی مزاجی نیز به موازات تغییرات اساسی در سیستم و الگوی تغذیه این بیماران و تغییرات بیوشیمی مغزی در نتیجه تغییرات سبک زندگی‌شان به پایداری نتایج درمانی کمک خواهد کرد.<http://www.sciencedirect.com/science/article/pii/S0005791605000303#>

### دارودرمانی
برای برخی علائم می‌شود از دارودرمانی هم به صورت کمکی استفاده کرد (مثل استفاده از داروهای ضد افسردگی برای افسردگی و علایم جسمی، داروهای ضداضطراب برای اضطراب و داروهای ضدروان‌پریشی برای مسخ واقعیت و خطاهای ادراکی). با توجه به ایجاد تغییرات بیوشیمیایی بر اساس مزاج شناسی و اصلاح تغذیه با رویکرد غذای شما دوای شماست، سبک تغذیه سالم بر سبک زندگی سالم تاثیرات بنیادین خواهد داشت. .